# Laura Peverara
Laura Peverara, född 1550, död 1601, var en italiensk musiker, aktiv i den berömda Concerto delle donne i Ferrara från 1580 till 1598.   Hon både sjöng, spelade harpa och dansade. Hon betraktades som en virtuos, och tre antologier blev tillägnade henne. Hon var dotter till en köpman. 